# Кордоба (провинция на Аржентина)
Вижте пояснителната страница за други значения на Кордоба.
Ко̀рдоба (на испански: Córdoba) е една от 23-те провинции на Аржентина. Намира се в централната част на страната. Провинция Кордоба е с население от 3 683 937 жители (по изчисления за юли 2018 г.) и обща площ от 165 321 км². Столица на провинцията е едноименния град Кордоба.